# Gryon nigricoxa
Gryon nigricoxa är en stekelart som först beskrevs av Alan Parkhurst Dodd 1913.  Gryon nigricoxa ingår i släktet Gryon och familjen Scelionidae. Inga underarter finns listade i Catalogue of Life.